# Viaderiana nandongensis
Viaderiana nandongensis is een krabbensoort uit de familie van de Pilumnidae. De wetenschappelijke naam van de soort is voor het eerst geldig gepubliceerd in 1998 door Chen.